# Krzysztof Kleszcz
Krzysztof Kleszcz (ur. 1974) – polski poeta, twórca cyfrowy - autor projektu "Wiersze z bitem" i nauczyciel.

## Życiorys
Ukończył geografię na Uniwersytecie Łódzkim. Pracuje jako nauczyciel w Szkole Podstawowej nr 1 i w  Zespole Szkół Ponadpodstawowych nr 8 w Tomaszowie Mazowieckim. Był członkiem zespołu redakcyjnego i publicystą czasopisma „Arterie”. Ponadto publikował na łamach „Tygla Kultury”, „RED”. Był członkiem grupy literackiej „mŁódź Literacka”. Prowadzi blog Biała Fabryka z recenzjami tomików i płyt. Mieszka pod  Tomaszowem Mazowieckim.

## Wyróżnienia
- Nominowany do nagrody głównej Ogólnopolskiego Konkursu Poetyckiego im. Jacka Bierezina (3-krotnie: 2004, 2006, 2007) i zdobywca I Nagrody w Turnieju Jednego Wiersza o Czekan Jacka Bierezina (2012),
- Wyróżnienie w Ogólnopolskim Konkursie Literackim „Złoty Środek Poezji” (2009),
- Laureat konkursu Poemat Czterech Kultur (2017)[6] za pracę pt. Dźwiganie serca. Poemat dla Łodzi[7]
- Laureat konkursów poetyckich i turniejów jednego wiersza: im. Poświatowskiej, im. Jarmołowskiego i im. Norwida[3].

## Publikacje
- Na grani. Antologia wierszy łódzkich debiutantów, Łódź 2008.
- Ę, Wydawnictwo Kwadratura, 2008, ISBN 978-83-61680-08-6.
- Przecieki z góry, Wydawnictwo Kwadratura, 2012, ISBN 978-83-61680-17-8.
- Pański płaszcz, Wydawnictwo Kwadratura. Łódzki Dom Kultury, 2016, ISBN 978-83-61680-03-1.